# Ikeja

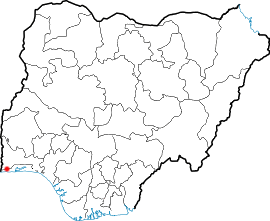
Ikejas läge i Nigeria.

Ikeja är sedan 1976 den administrativa huvudorten för delstaten Lagos i sydvästra Nigeria. Den ingår i Lagos storstadsområde och hela kommunen har 313 196 invånare (2006) på en yta av 46 km². 
Ikeja är ett lokalt styrt område, local government area, men ingår i den del av delstaten som brukar definieras som Lagos tätortsområde. Det är därför något oklart om Ikeja bör räknas som en egen stad eller som en av Lagos stadsdelar.
Ikeja är ett betydande industricentrum med bland annat textilindustri, bryggerier, metallvaruindustri och grafisk verksamhet. Här finns en teknisk högskola och flera andra högre lärosäten. Lagos internationella flygplats, Murtala Muhammed International Airport, ligger i Ikeja.